# يسينيك
يسينيك (بالتشيكية: Jeseník)‏ هي بلدة في إقليم أولوموتس في جمهورية التشيك، وهي مركز مقاطعة يسينيك.
يبلغ عدد سكان هذه البلدة 12,510 حسب إحصاء في سنة 2006.

## توأمة
ليسينيك اتفاقيات توأمة مع كل من:
- Głuchołazy [الإنجليزية]‏
- بوينيتسى
- نيسا

## أعلام
- ادموند فايس
- لوكاس مافروكيفاليديس

## اقرأ أيضاً
- مقاطعة يسينيك